# ما شاء الله اليهودي
ما شاء الله ابن أثري اليهودي (كان حيا 198 هـ / 814 م) هو فلكي ومنجم يهودي، ولد في البصرة بالعراق، عمل مع العرب في العلوم وأسلم، عاش في زمن المنصور ثاني خليفة عباسي ومؤسس مدرستها الفلكية، ويبدو أن «ما شاء الله» كان من المساحين للمدينة الجديدة عام 762م. كانت ترجمات أعماله إلى اللاتينية ذات قيمة عالية، وأستعين بها في التدريس ابتداء من القرن الثاني عشر، وتقديرا لجهوده أطلق اسمه على إحدى مناطق الوجه الآخر من القمر.
من آثاره: كتاب المواليد الكبير، القرانات والأديان والملك، مطرح الشعاع، صنعة الأصطرلاب والعمل بها، والأمطار والرياح.